# Cuphea goldmanii
Cuphea goldmanii là một loài thực vật có hoa trong họ Lythraceae. Loài này được Rose mô tả khoa học đầu tiên năm 1909.